# Den gamle bydel i Sankt Petersborg og relaterede monumenter
Den gamle bydel i Sankt Petersborg og relaterede monumenter. Sankt Petersborg, der med sine mange kanaler og mere end 400 broer er blevet kaldt "Nordens Venedig", er resultatet af et stort urbant projekt påbegyndt i 1703 under Peter den Store. Byen blev senere kendt som Leningrad (i det tidligere Sovjetunionen), og er tæt forbundet med Oktoberrevolutionen. Byens arkitektoniske kulturarv forener de meget forskellige stilarter barokken og den rene nyklassicisme, som det kan ses i Admiralitetet, Vinterpaladset, Marmorpaladset og Eremitagen.
59°56′20″N 30°18′56″Ø / 59.9389°N 30.3156°Ø